# Pyrrhura subandina
La cotorra subandina o periquito del Sinú (Pyrrhura subandina) es una especie de ave psittaciforme de la familia de los loros (Psittacidae). Con certeza solo se conoce de su existencia en el Valle del Sinú, en el norte de Colombia. BirdLife International estima que si la especie no se ha extinto, es probable que no existan más de 50 ejemplares. A pesar de las extensas búsquedas, no ha habido registros confirmados desde 1949. Aunque se conoce muy poco sobre su fisiología, reproducción, alimentación, ecología y comportamiento, se sabe que mide 21 cm de largo y es de color mayormente verde con plumas rojo oscuro. Se conocen 18 especímenes, provenientes de cuatro lugares de Colombia, dos de los cuales han sido deforestados. El periquito forma parte de la lista de las 25 especies "perdidas más buscadas", foco de la iniciativa "Búsqueda de especies perdidas" de la Global Wildlife Conservation.
La especie es comúnmente clasificada como una subespecie de Pyrrhura picta bajo el nombre de Pyrrhura picta subandina.